# Argynnis asahidakeana
Argynnis asahidakeana är en fjärilsart som beskrevs av Matsumura 1926. Argynnis asahidakeana ingår i släktet Argynnis och familjen praktfjärilar. Inga underarter finns listade i Catalogue of Life.